# Load It Up
Load It Up è un singolo del rapper statunitense Juicy J pubblicato il 9 ottobre 2020.

## Tracce
1. Load It Up – 2:57